# Robert Napier Hubert Campbell Bray
Sir Robert Napier Hubert Campbell Bray, britanski general, * 1908, † 1983.